# 野田インターチェンジ (新潟県)

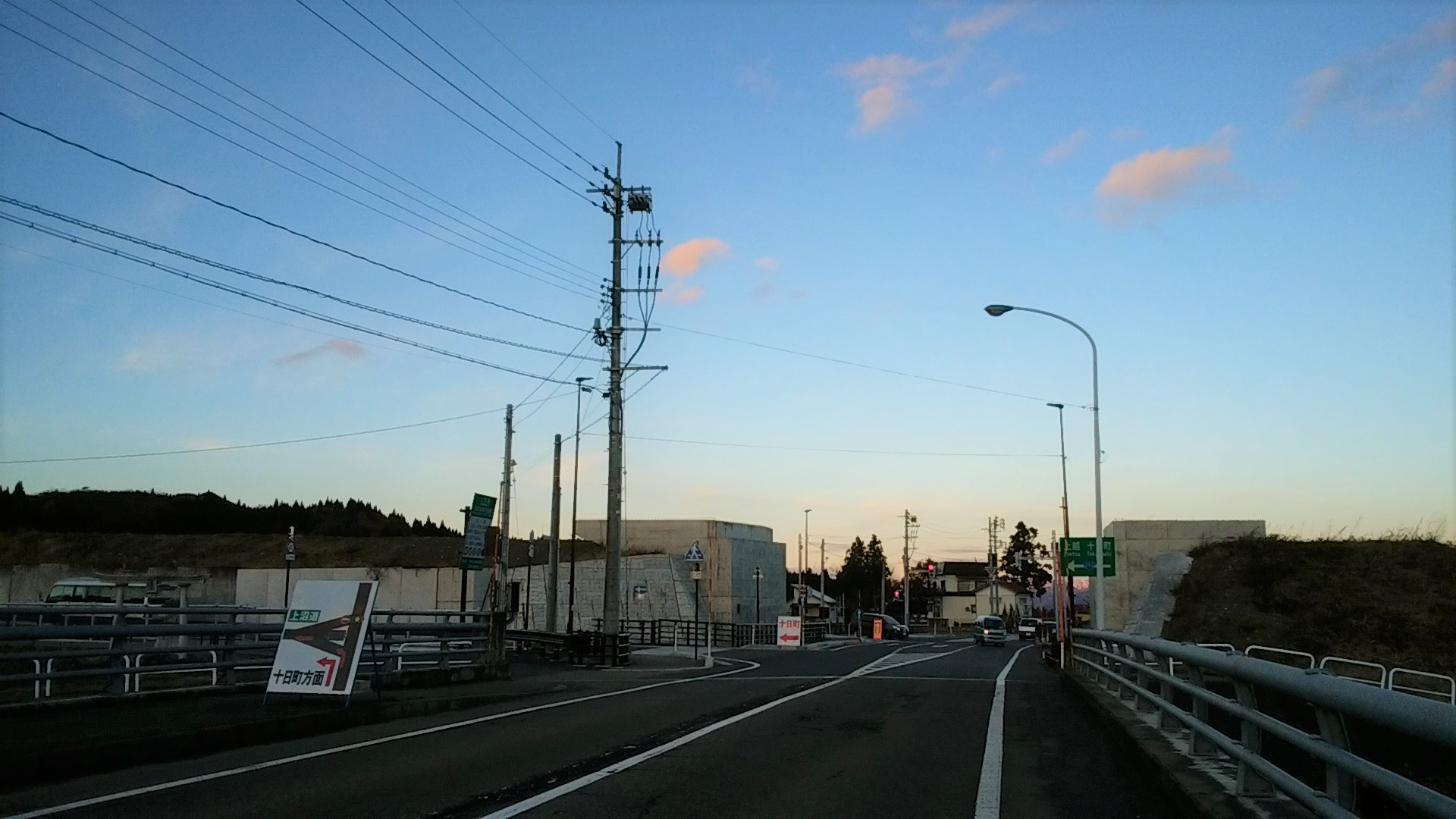
野田インターチェンジ全景。出口交差点のみ信号機あり

野田インターチェンジ（のだインターチェンジ）は、新潟県南魚沼市にある上越魚沼地域振興快速道路（八箇峠道路）のインターチェンジである。

## 概要
2005年の計画変更により、南魚沼市野田の本位置に設置が決定され、2017年（平成29年）11月25日午後3時より供用開始。

## 周辺
- 魚沼丘陵駅
- 六日町インターチェンジ
- 雪国まいたけ本社
- イオン六日町店

## 隣
上越魚沼地域振興快速道路（八箇峠道路）
八箇IC - 野田IC - 六日町IC（予定）

## その他
一般道への流出交差点のみ交通信号機による交通整理がされており、本線への流入は常時右左折可となっている。